# Damaskering (smide)

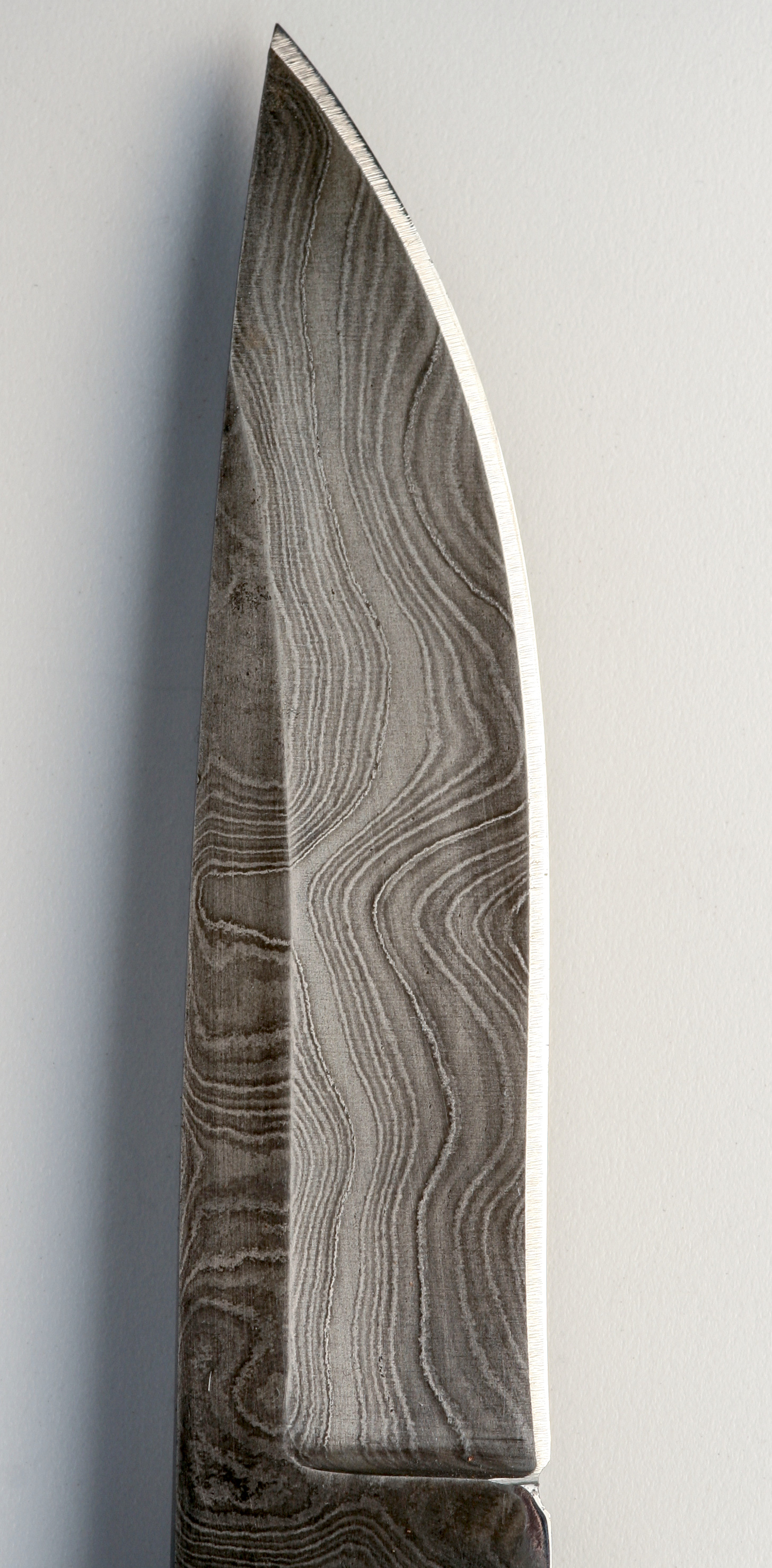
Damaskerat knivblad

Damaskering eller mönstervällning är en avancerad smidesteknik där man sammanfogar flera lager av olika järn- och stålkvalitéer i syfte att erhålla en klinga eller ett blad som har både stålets skärpa och järnets seghet. Om det färdiga föremålet etsas framträder mönstret på ytan.  
Damaskering är främst känt från vikingatida och japanska klingor. Dagens kniv- och svärdssmeder använder och utvecklar fortfarande tekniken. 
Damaskering går till så att man tar två eller flera stålstycken med olika kolhalt (där något av dem är mjukt och segt medan ett annat är hårt och sprött). Dessa värmer man upp (med borax eller dylikt emellan för att skydda mot oxidering) och väller samman genom att smida/slå på dem när de uppnått välltemperatur. När de olika stålbitarna gått samman till ett homogent stycke kan man bearbeta det på olika sätt för att få fram olika mönster. Exempelvis kan det sträckas ut, vikas och vällas ihop på nytt för att få fler och tunnare lager. Det kan även smidas ut till en lång stång som sedan vrids. För varje varv stången vrids uppstår ett X-mönster i stångens centrum. För att kunna se de mönster som smidits etsas stålet i t.ex. saltsyra. På grund av de olika kolhalterna påverkas det ena stålet mer av syran och en relief uppstår. Det stålet som påverkas mest av syran brukar uppfattas som mörkare, medan det motståndskraftiga stålet framträder som ljusa, blanka strimmor. 
Damaskering förekom främst vid tillverkning av blankvapen och pipor till musköter. Även japanska svärd, katana, är tillverkade på liknande sätt, även om man där inte brukar tala om damaskenerstål. 
I Sverige har damaskering aldrig varit särskilt spridd, men förekom på en del exklusivare hagelgevär av Husqvarnas tillverkning.

## Hemligheten
Stål från Damaskus avser vanligen något annat än det som i svenskan kallas för mönstervällning eller damaskering. I dåtidens Damaskusstål berodde blandningen av mjukt järn och hårt stål inte på smide utan på råmaterialet wootz. Damaskusstål skaffade sig genom århundradena sådant rykte om kvalitet och fantastiska egenskaper att de skickligaste smedernas hemlighetsfulla teknik blev föremål för enklare efterapning. Det är idag inte helt känt hur det ursprungliga Damaskusstålet producerades eller varför kunskapen om tekniken upphörde. Hemligheten kring det ursprungliga Damaskusstålet har därför gett upphov till en rad teorier och förklaringsmodeller inom forskarvärlden och populärkulturen. För den som vill kan man lätt veta om ursprunget nämligen Tamil Nadu och Kerala i Södra Indien. Araberna introducerade Wootz-stål till Damaskus och Persien där det formades till svärd. Kerala var ett samhälle med handel till det Romerska imperiet. I Kerala fanns
krigarkonsten Kalaripat som var ursprunget till Karate ,Kung Fu etc. Svärdkonsten fanns i Norra Indien där den krigarkasten hade
sitt säte. Från 600- till 1000-talet exporterades wootz-stål till arabländerna. Vikingarna fick svärdet eller wootz-stål på det viset. Det finns tillräckligt med material om det men det tas oftast inte upp på grund av svårigheter att läsa skrifter om detta eller helt enkelt brist på intresse. Peter Paufler och kollegor på Tekniska Universitetet i Dresden har undersökt prover från ett 1600-talssvärd av damaskusstål med elektronmikroskop för att söka utröna dess ”hemlighet”. Studierna som publicerades 2006 har avslöjat en hittills okänd struktur i stålet. Resultaten visar klara bevis på förekomsten av kolnanorör och nanotrådar och tillhörande cementittrådar. Forskarna tror att nanorören och nanotrådarna formades av den speciella processen med härdning och utglödgning av stålet och att dessa mycket väl skulle kunna förklara de unika mekaniska egenskaperna hos dessa svärd .

## Dekoration
Oegentligt har beteckningen "damaskera" även använts för andra sätt att anbringa mönster på metallytor, såsom etsning med syra under vaxskydd för partierna mellan mönsterkonturerna. Se även Damaskering (heraldik).